# Bruno Pires
Bruno Manuel Silva Pires (Redondo, 15 mei 1981) is een Portugees voormalig wielrenner die in 2016 reed voor Team Roth en sinds 2025 ploegleider is bij Tudor Pro Cycling Team.

## Carrière
Pires werd in 2006 Portugees kampioen op de weg bij de elite. Hij behaalde steevast goede plaatsen in de Ronde van Alentejo, waaronder enkele etappezeges. Andere goede resultaten van Pires zijn de tweede plaats in het eindklassement van de Trofeo Joaquim Agostinho, in 2006, en de tweede plaats in het eindklassement van de Ronde van de Stad São Paulo, in 2009.

## Overwinningen
2006
 Portugees kampioen op de weg, Elite
2007
4e etappe Ronde van Alentejo
4e etappe GP Rota dos Móveis
2008
4e etappe Ronde van Alentejo
2010
2e etappe Ronde van Alentejo

## Resultaten in voornaamste wedstrijden
| Jaar | Ronde van Italië | Ronde van Frankrijk | Ronde van Spanje |
| ---- | ---------------- | ------------------- | ---------------- |
| 2011 | opgave           |                     |                  |
| 2012 |                  |                     | 97e              |
| 2013 | 61e              |                     |                  |
| 2014 |                  |                     |                  |
| 2015 |                  |                     |                  |

| Jaar | Amstel Gold Race | Luik-Bast.‑Luik | Ronde van Lombardije | Waalse Pijl |  | WK op de weg |
| ---- | ---------------- | --------------- | -------------------- | ----------- |  | ------------ |
| 2011 |                  |                 | 51e                  |             |  |              |
| 2012 | 86e              | 92e             | 42e                  | 48e         |  | opgave       |
| 2013 |                  |                 |                      |             |  |              |
| 2014 | opgave           | opgave          |                      | opgave      |  |              |
| 2015 |                  | opgave          | opgave               |             |  |              |

## Ploegen
- 2002 –  ASC-Vila do Conde
- 2004 –  Milaneza-Maia
- 2005 –  Milaneza-Maia
- 2006 –  Maia Milaneza
- 2007 –  LA-MSS
- 2008 –  LA-MSS
- 2009 –  Barbot-Siper
- 2010 –  Barbot-Siper
- 2011 –  Leopard-Trek
- 2012 –  Team Saxo Bank
- 2013 –  Team Saxo-Tinkoff
- 2014 –  Tinkoff-Saxo
- 2015 –  Tinkoff-Saxo
- 2016 –  Team Roth

Wielerploegen van Bruno Pires
Bennati ·
Cancellara     ·
Clarke ·
Denifl ·
Feillu ·
Fuglsang ·
Gerdemann ·
Klemme ·
Lund ·
Monfort ·
Mortensen ·
Nizzolo ·
O'Grady ·
Pedersen ·
Pires ·
Posthuma ·
Rohregger · 
A. Schleck ·
F. Schleck ·
Stamsnijder ·
Viganò ·
Voigt ·
Wagner ·
Wegmann ·
Weylandt (tot 09/05) ·
Zaugg ·
Selig (stagiair) 
Boaro ·
Cantwell · 
Christensen ·
Contador ·
J. J. Haedo ·
L. S. Haedo ·
Hoestov ·
Hernández ·
Juul-Jensen ·
Jørgensen ·
Klostergaard ·
Kroon ·
Lund ·
Majka ·
Margaliot ·
Marycz ·
Miyazawa ·
Mørkøv ·
Navarro ·
Noval ·
Nuyens ·
Paulinho ·
Pires ·
Roberts ·
C. A. Sørensen ·
N. Sørensen · 
Steensen ·
Tanner ·
Tosatto ·
Vinther
Bennati ·
Boaro ·
Breschel ·
Cantwell · 
Christensen ·
Contador ·
Duggan ·
Hernández ·
Juul-Jensen ·
Jørgensen ·
Kreuziger ·
Kroon ·
Kump ·
Lund ·
Majka ·
McCarthy ·
Miyazawa ·
Mørkøv ·
Noval ·
Petrov ·
Paulinho ·
Pires ·
Roche ·
Rogers ·
C. A. Sørensen ·
N. Sørensen · 
Sutherland ·
Tosatto ·
Zaugg ·
Hansen (stagiair) ·
Poljański (stagiair)
Beltrán · Bennati · Boaro · Breschel · Contador · Hansen · Hernández · Juul-Jensen · Kolář · Kreuziger · Kroon · Kump · Majka · McCarthy · Mørkøv · Paulinho · Petrov · Pires · Poljański · Roche · Rogers · Rovny · C.A. Sørensen · N. Sørensen · Sutherland · Tosatto · Troesov · Valgren · Zaugg · Guldhammer (stagiair)
Basso · Beltrán · Bennati · Boaro · Bodnar · Breschel · Broett · Contador · Hansen · Hernández · Juul-Jensen · Kišerlovski · Kolář · Kreuziger · Majka · McCarthy · Mørkøv · Paulinho · Petrov · Pires · Poljański · Rogers · Rovny · J. Sagan · P. Sagan  · Sørensen · Tosatto · Troesov · Valgren · Zaugg · Gogl (stagiair) · Großschartner (stagiair) · Tolhoek (stagiair)
Baillifard · Baldo · Belda · Brüngger · Bussard · Cecchin · D'Urbano · Gaday · Janorschke · Jaun · Kohler · Krizek · Marguet · Page · Pasche · Pasqualon · Pires · Stüssi · Thalmann · Toffali · Tomio · Vaccher · Zampilli · Zordan